# Eupithecia valida
Eupithecia valida là một loài bướm đêm trong họ Geometridae.